# Laura Henschel-Rosenfeld

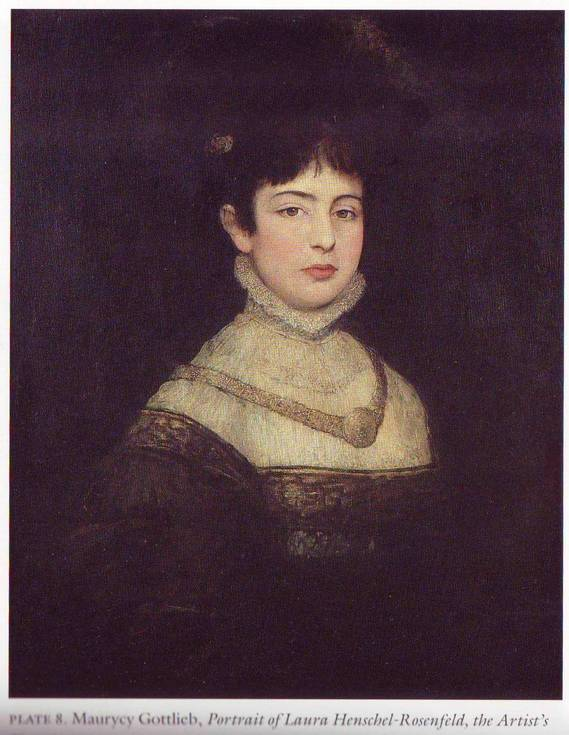
Porträt von Laura Rosenfeld (1875). Gemälde von Maurycy Gottlieb, Öl auf Leinwand, 79 × 63 cm, Tel Aviv Museum of Art

Laura Henschel-Rosenfeld, auch Mutter Henschel genannt (geboren am 25. Dezember 1857 in Brünn, Kaisertum Österreich, als Laura Rosenfeld; gestorben im April 1944 während oder nach ihrer Deportation in das KZ Auschwitz-Birkenau) war eine österreichische Erzieherin und Philanthropin.

## Biographie
Laura Henschel-Rosenfeld entstammte einer seit dem 17. Jahrhundert in Mährisch Koritschan ansässigen jüdischen Familie. Ihre Eltern waren Josef Rosenfeld und Rosa, geb. Kolisch. Zu ihren 11 Geschwistern zählen Viktor Rosenfeld (1852–1919), seinerzeit einer der geachtetsten Strafverteidiger Wiens, und der Dramatiker Siegfried Rosenfeld (1857–1883; besser bekannt unter seinem Pseudonym Roderich Fels). Ein Cousin zweiten Grades war der Schriftsteller und Zionist Oskar Rosenfeld (1884–1944), der wie sie 1944 im Holocaust ermordet wurde.
Laura Rosenfeld besuchte verschiedene Mädcheninternate in Linz, Wien und Genf. 1875 oder 1876 traf sie erstmals den Maler Maurycy Gottlieb, der sich, wie einige seiner Briefe bezeugen, heftig in sie verliebte. Ob Gottlieb, der 1879 im Alter von 23 Jahren eines plötzlichen Todes starb, sich aus Kummer über diese letztlich unerwiderte Liebe das Leben nahm, ist ungewiss; jedenfalls starb er kaum zwei Wochen, nachdem Rosenfeld den Berliner Bankier Leo Henschel (1852–1909) geheiratet hatte. Gottlieb malte 1877 ein prächtiges, an die italienische Renaissance erinnerndes Ölporträt, das Rosenfelds Tochter Wally Marx 1955 dem Tel Aviv Museum of Art schenkte.
Mit Leo Henschel hatte sie vier Töchter und führte in Berlin ein angesehenes Haus. Nach dem Tod ihres Gatten widmete sie sich der Erziehung junger Mädchen.  Sie gründete eine Schule, arbeitete sozial und wurde durch diese Tätigkeiten eine bekannte Philanthropin.
Nach der Machtergreifung der Nationalsozialisten 1933 emigrierte Henschel-Rosenfeld in die Niederlande, wo sie in Den Haag lebte. Nach der deutschen Besetzung des Landes 1940 tauchte sie gemeinsam mit ihrer Tochter Margarete Steiner-Henschel (1880 – 1944) in der Nähe von Zeist unter, wurde aber verraten. Fast blind und teils gelähmt wurde die nun 86-jährige zunächst in das Durchgangslager Westerbork verbracht, wo sich ihre Spur verliert. Zweien in Yad Vashem hinterlegten Gedenkblättern zufolge starb sie in Westerbork, nach anderen Angaben am 8. April 1944 im Vernichtungslager Auschwitz-Birkenau.